# 錘球

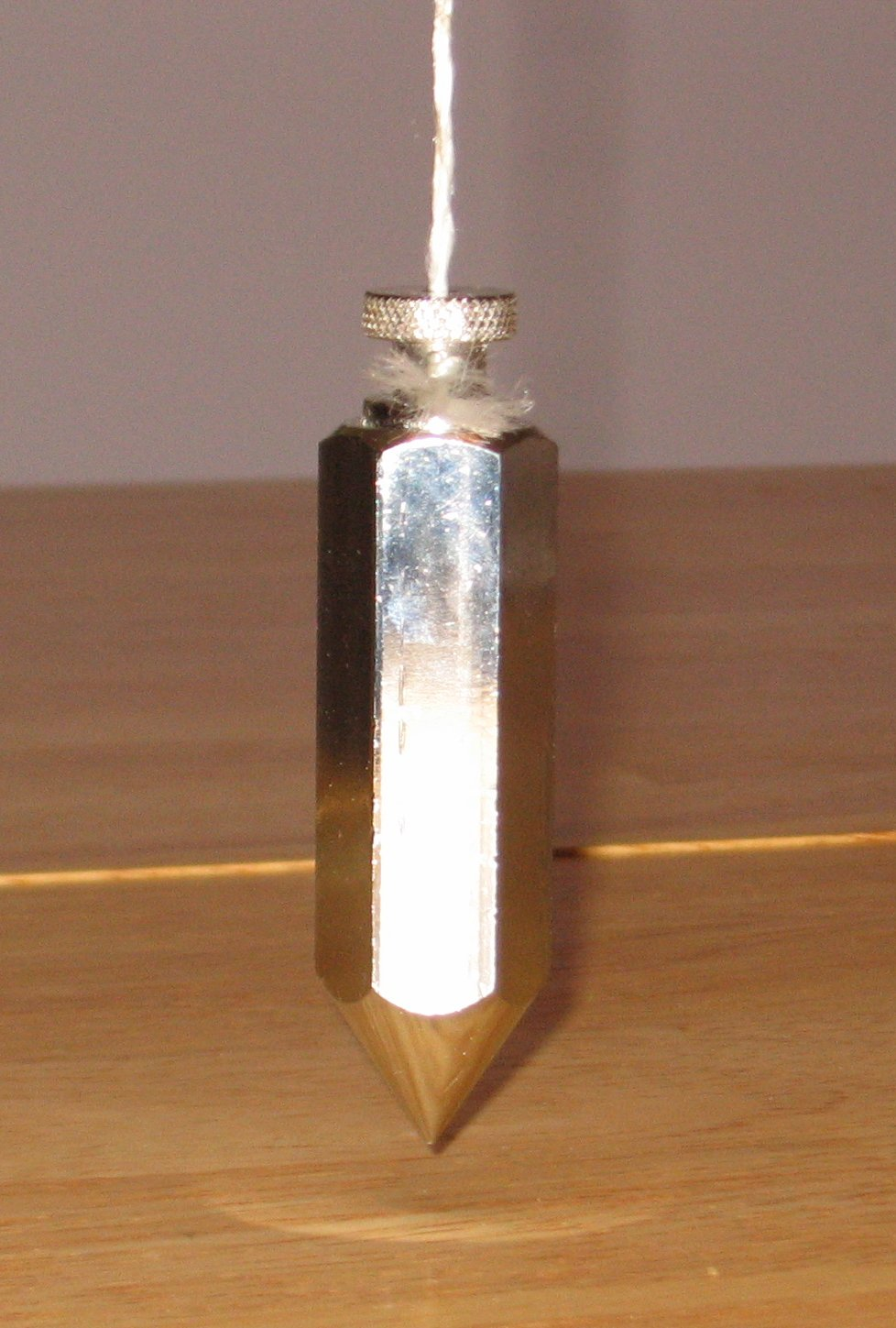
铅锤

錘球（英語：Plumb bob）於建築工程中，在泥作及電梯等工程做為垂直放樣的重物，目前多用尼龍水線綁紮，固定於上一層或最高層樓板，垂直向下延伸至接近施工處最低完成面，作為垂直參考線的依據。它是水平儀的前身，用於建立垂直基準。它通常由石頭、木材或鉛製成，但也可以由其他金屬製成。如果用於裝飾，可能是骨頭或像牙製成的。
該儀器至少從古埃及時期就開始使用，以確保建築物「垂直」或垂直。它也用於測量，以確定相對於空間中一點的重力的最低點（與天頂相反）。它與各種儀器（包括水平儀、經緯儀和鋼捲尺）一起使用，將儀器精確地設置在固定的測量標記上，或將位置轉錄到地面上以放置標記。

## 外部連結
- 60 oz. Plumb Bob.
- String Line and Plumb Bob.